# Wabash River
Wabash River er en biflod til Ohiofloden og løber i Indiana i USA. Den strækker sig totalt over 764 km og har et afvandingsområde på 103.500 km² i delstaterne Indiana, Ohio og Illinois. Vandføringen er op til 1001 m³/sek. Floden er ikke særlig udnyttet, og løber frit 661 km. Den er den officielle delstatsflod i Indiana. Den var en vigtig transportvej allerede fra 1600-tallet, og er i dag reguleret med én dæmning.
White River på 439 km er den største biflod, med udmunding fra øst. Langs denne afvandes 14.882 km², og i området ligger millionbyen Indianapolis. White River er stærkt forurenet.
37°47′53″N 88°1′38″V / 37.79806°N 88.02722°V